# آموزش در نیجریه

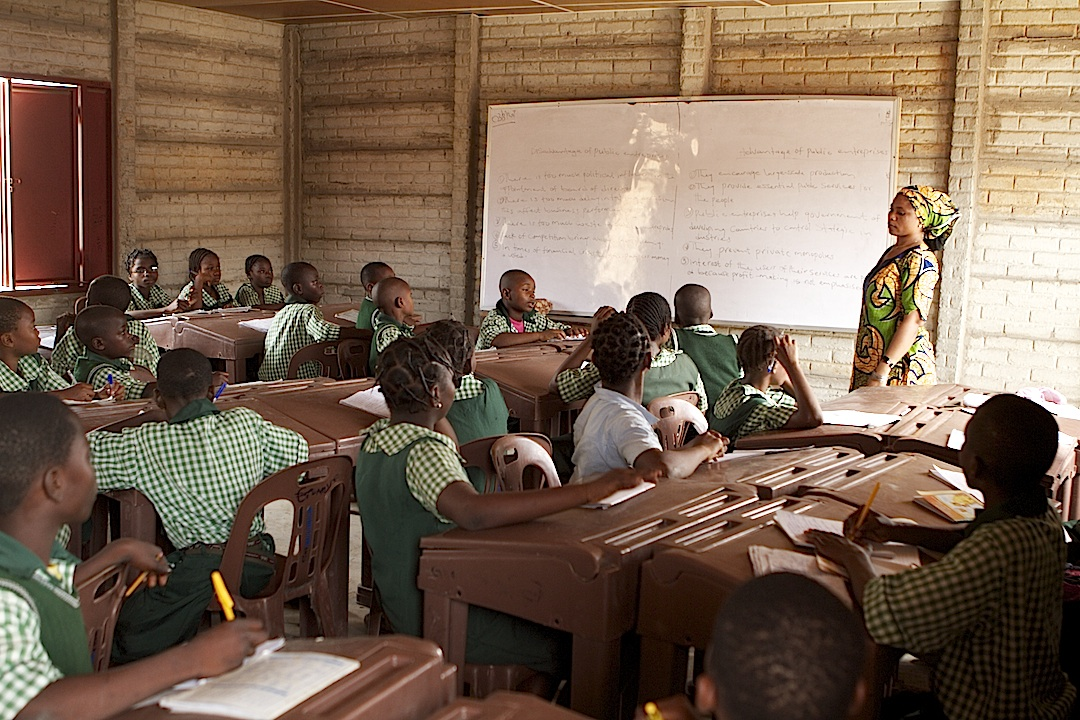

آموزش در نیجریه زیر نظر وزارت آموزش نیجریه است. مقامات محلی در شهرها مسئولیت اجرای سیاست‌ها را در مدارس و دولت سیاست‌های منطقه‌ای آموزش و پرورش را صادر می‌کند. سیستم آموزش و پرورش نیجریه به دوره‌های مهد کودک، آموزش ابتدایی، آموزش متوسطه و آموزش عالی تقسیم شده‌است.